# Xonotlit
Xonotlit ist ein selten vorkommendes Mineral aus der Mineralklasse der „Silikate und Germanate“. Es kristallisiert im monoklinen Kristallsystem mit der chemischen Zusammensetzung Ca6[(OH)2|Si6O17], ist also ein Calcium-Silikat mit zusätzlichen Hydroxidionen. Strukturell gehört es zu den Ketten- und Bandsilikaten (Inosilikaten).
Xonotlit entwickelt meist faserige bis nadelige Kristalle bis etwa zwei Zentimeter Länge, die parallel der b-Achse [010] gestreckt und in radialstrahligen, rosettenförmigen oder kugeligen Mineral-Aggregaten angeordnet sind, die einen perlmutt- bis fettähnlichen Glanz aufweisen. Auch blättrige und derbe Aggregate wurden beobachtet. In reiner Form ist Xonotlit farblos und durchsichtig. Durch vielfache Lichtbrechung aufgrund von polykristalliner Ausbildung erscheint er jedoch meist weiß und durch Fremdbeimengungen nimmt er gelegentlich eine bläulichgraue oder hellrosa bis rötliche Farbe an, wobei die Transparenz entsprechend abnimmt.
Mit einer Mohshärte von 6 bis 6,5 gehört Xonotlit zu den harten Mineralen, die sich ähnlich wie das Referenzmineral Orthoklas (6) gerade noch mit einer Stahlfeile ritzen lassen. Allerdings ist Xonotlit spröde und bricht bei ungleichmäßiger Belastung splittrig, wobei unebene bis muschelige Bruchflächen entstehen.

## Etymologie und Geschichte
Erstmals entdeckt wurde das Mineral in einem Bergwerk bei Tetela de Xonotla (auch de Tonatla) bei Puebla in Zentralmexiko und beschrieben 1866 durch Carl Rammelsberg, der es nach seiner Typlokalität benannte, allerdings zunächst in der Schreibweise Xonaltit. 1875 korrigierte Rammelsberg den Mineralnamen in die heutige Schreibweise Xonotlit.

## Klassifikation
In der veralteten 8. Auflage der Mineralsystematik nach Strunz gehörte der Xonotlit zur Mineralklasse der „Silikate“ und dort zur Abteilung „Kettensilikate und Bandsilikate (Inosilikate)“, wo er als einziger Vertreter in der Gruppe „Xonotlit“ mit der Systemnummer VIII/D.11 steht.
In der zuletzt 2018 überarbeiteten Lapis-Systematik nach Stefan Weiß, die formal auf der alten Systematik von Karl Hugo Strunz in der 8. Auflage basiert, erhielt das Mineral die System- und Mineralnummer VIII/F.21-030. Dies entspricht der Klasse der „Silikate“ und dort der Abteilung „Ketten- und Bandsilikate“, wo Xonotlit zusammen mit Hillebrandit, Nekoit und Scawtit eine unbenannte Gruppe mit der Systemnummer VIII/F.21 bildet.
Die von der International Mineralogical Association (IMA) zuletzt 2009 aktualisierte 9. Auflage der Strunz’schen Mineralsystematik ordnet den Xonotlit in die Klasse der „Silikate und Germanate“ und dort in die Abteilung „Ketten- und Bandsilikate (Inosilikate)“ ein. Hier ist das Mineral in der Unterabteilung „Ketten- und Bandsilikate mit 3-periodischen Einfach- und Mehrfachketten“ zu finden, wo es als einziges Mitglied eine unbenannte Gruppe mit der Systemnummer 9.DG.35 bildet.
In der vorwiegend im englischen Sprachraum gebräuchlichen Systematik der Minerale nach Dana hat Xonotlit die System- und Mineralnummer 66.03.01.01. Das entspricht der Klasse der „Silikate“ und dort der Abteilung „Kettensilikate: Doppelte unverzweigte Ketten, W=2“. Hier findet er sich innerhalb der Unterabteilung „Kettensilikate: Doppelte unverzweigte Ketten, W=2 mit Ketten P>2“ in der Gruppe „P=3“, in der auch Zorit, Eudidymit, Epididymit, Yuksporit, Haineaultit und Chivruaiit eingeordnet sind.

## Modifikationen und Varietäten
Von Xonotlit sind zwei Varietäten bekannt. Beide wurden zunächst als eigenständige Minerale beschrieben, jedoch später diskreditiert, nachdem festgestellt wurde, dass sie identisch mit Xonotlit waren.
„Jurupait“ wurde 1921 von Arthur Starr Eakle beschrieben, der das Mineral in einem Steinbruch bei Crestmore im Riverside County des US-Bundesstaates Kalifornien fand, genauer in den Crestmore Hills, die ein Teil der Jurupa Mountains sind. H. F. W. Taylor verglich 1921 Proben von Jurupait mit Xonotlit und konnte nachweisen, dass beide Minerale identisch sind. Geringe Abweichungen der Gitterparameter führte er auf eine teilweise Substitution von Calcium durch Magnesium zurück. Der Mineralname Jurupait wurde daher diskreditiert und gilt seitdem als Synonym von Xonotlit.
„Eakleit“ wurde 1917 von Esper Signius Larsen zunächst als eigenständiges Mineral aus Kalifornien beschrieben, korrigierte jedoch 1923 seine Beschreibung, nachdem er durch Waldemar Theodore Schaller darauf aufmerksam gemacht wurde, dass das neue Mineral mit dem kurz zuvor beschriebenen Xonotlit chemisch identisch war. Vergleichsanalysen mit verschiedenem Material von Xonotlit und Eakleit bestätigten die Identität und der Mineralname Eakleit wurde diskreditiert.

## Kristallstruktur
Xonotlit kristallisiert monoklin in der Raumgruppe P2/a (Raumgruppen-Nr. 13, Stellung 3) mit den Gitterparametern a = 17,03 Å; b = 7,36 Å; c = 7,01 Å und β = 90,3° sowie zwei Formeleinheiten pro Elementarzelle.

## Bildung und Fundorte

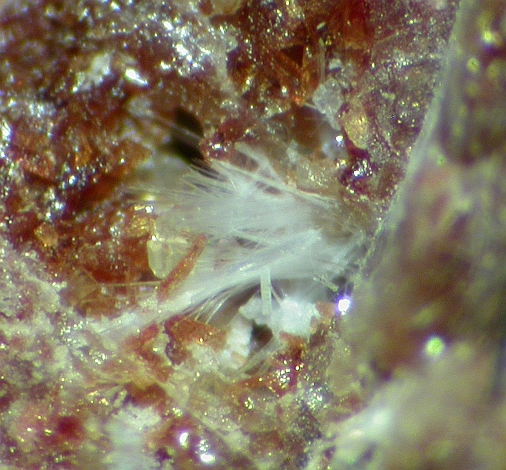
Faseriger Xonotlit (weiß) auf Epidot-(Pb) (ehemals Hancockit) aus der „Franklin Mine“, Franklin (New Jersey), USA (Sichtfeld: 3 mm)

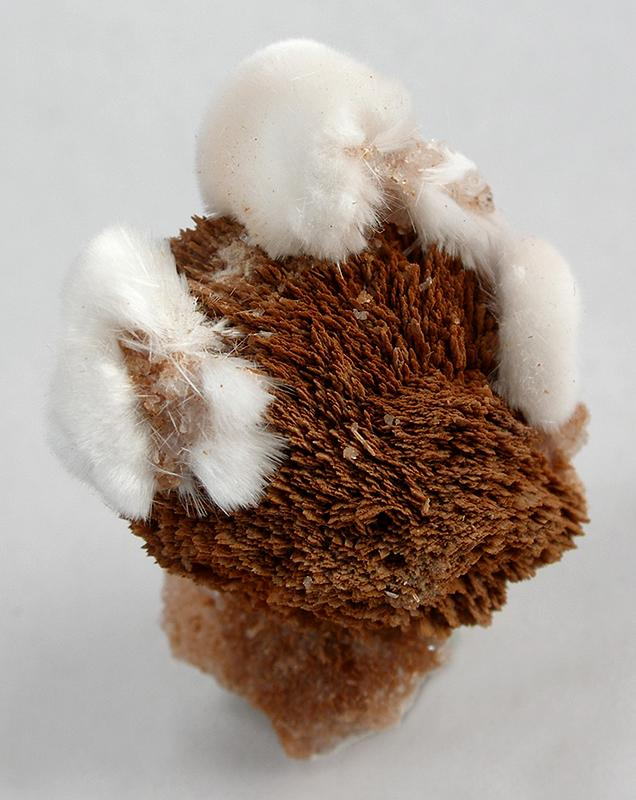
Kugeliger Xonotlit auf Inesit aus der „Wessels Mine“, Hotazel, Kalahari, Südafrika (Größe: 3,5 × 2,7 × 2,6 cm)

Xonotlit bildet sich in kontaktmetamorphen Lagerstätten innerhalb von Kalksteinen, Serpentiniten und metavulkanischen Gesteinen. Als Begleitminerale können unter anderem Apophyllit, Diopsid, Klinoedrit, Laumontit, Stilbit, Thaumasit, Tobermorit und Wollastonit auftreten.
Als seltene Mineralbildung konnte Xonotlit nur an wenigen Fundorten nachgewiesen werden, wobei bisher (Stand 2013) knapp 100 Fundorte als bekannt gelten. Neben seiner Typlokalität Tetela de Xonotla trat das Mineral in Mexiko noch in mehreren Gruben bei Tetela de Ocampo in Puebla sowie in der Grube „Guadalupe“ bei Pachuca de Soto in Hidalgo zutage.
Der einzige bisher bekannte Fundort in Deutschland in ein geschlossener Steinbruch am Glasberg bei Nieder-Beerbach in Hessen.
Weitere Fundorte liegen unter anderem in Australien, Bulgarien, Finnland, Grönland, Island, Irak, Irland, Israel, Italien, Japan, Kanada, Neuseeland, Puerto Rico, Rumänien, Russland, Schweden, Südafrika, Tschechien, im Vereinigten Königreich (UK) und den Vereinigten Staaten von Amerika (USA).